# 窄基红褐柃
窄基红褐柃（学名：Eurya rubiginosa var. attenuata）为山茶科柃木属下的一个变种。

## 扩展阅读
- 維基物種上的相關：窄基红褐柃